# King Cove
King Cove é uma cidade localizada no estado americano de Alasca, no distrito de Aleutians East.

## Demografia
Segundo o censo americano de 2000, a sua população era de 792 habitantes.
Em 2006, foi estimada uma população de 739, um decréscimo de 53 (-6.7%).

## Geografia
De acordo com o United States Census Bureau, a localidade tem uma área de 77,1 km², dos quais 65,4 km² cobertos por terra e 11,7 km² cobertos por água.

## Localidades na vizinhança
O diagrama seguinte representa as localidades num raio de 120 km ao redor de King Cove.